# 納格爾坎達烏帕齊拉
納格爾坎達乌帕齐拉是孟加拉国福里德布爾縣的一个乌帕齐拉，位於達卡专区的福里德布爾縣。。

## 人口
據1991年孟加拉國人口普查，納格爾坎達共有戶數29,201戶，人口267193人。其中男性佔比50.18%，女性佔比49.82%；成年人口131,533人。該地7歲以上人口之平均識字率為22.6%，低於全國平均值（32.4%）。